# 1016
Évszázadok: 10. század – 11. század – 12. század
Évtizedek: 960-as évek – 970-es évek – 980-as évek – 990-es évek – 1000-es évek – 1010-es évek – 1020-as évek – 1030-as évek – 1040-es évek – 1050-es évek – 1060-as évek
Évek: 1011 – 1012 – 1013 – 1014 –  1015 – 1016 – 1017 – 1018 – 1019 – 1020 – 1021

## Események
- I. Jaroszláv kijevi nagyfejedelem trónra lépése (1018-ban trónfosztják, de 1019-ben másodszor is trónra lép és 1054-ig uralkodik).
- A Bizánci Birodalom és a Kijevi Rusz egyesített erői véget vetnek a Kazár Kaganátusnak.
- Normann lovagok érkeznek Szicíliába.
- április – II. Edmund angol király trónra lépése (november 30-án meghal).
- november 30. – II. Edmund halála után I. (Nagy) Knut angol király trónra lépése (1035-ig uralkodik).
- Go-Icsidzsó japán császár trónra lépése.

## Születések
- július 25. – I. Kázmér lengyel fejedelem († 1058)
- I. Ferdinánd leóni király († 1065).

## Halálozások
- Bádisz ibn Manszúr, az észak-afrikai Ifríkija állam Zírida uralkodója
- április 23. – II. Ethelred angol király (* 968).
- november 30. – II. Edmund angol király (* 993 előtt).
- Szandzsó japán császár.